# Contea di Harmon
La contea di Harmon (in inglese Harmon County) è una contea dello Stato dell'Oklahoma, negli Stati Uniti. La popolazione al censimento del 2000 era di 3 283 abitanti. Il capoluogo di contea è Hollis.